# مبنى الكابيتول في ولاية بنسلفانيا

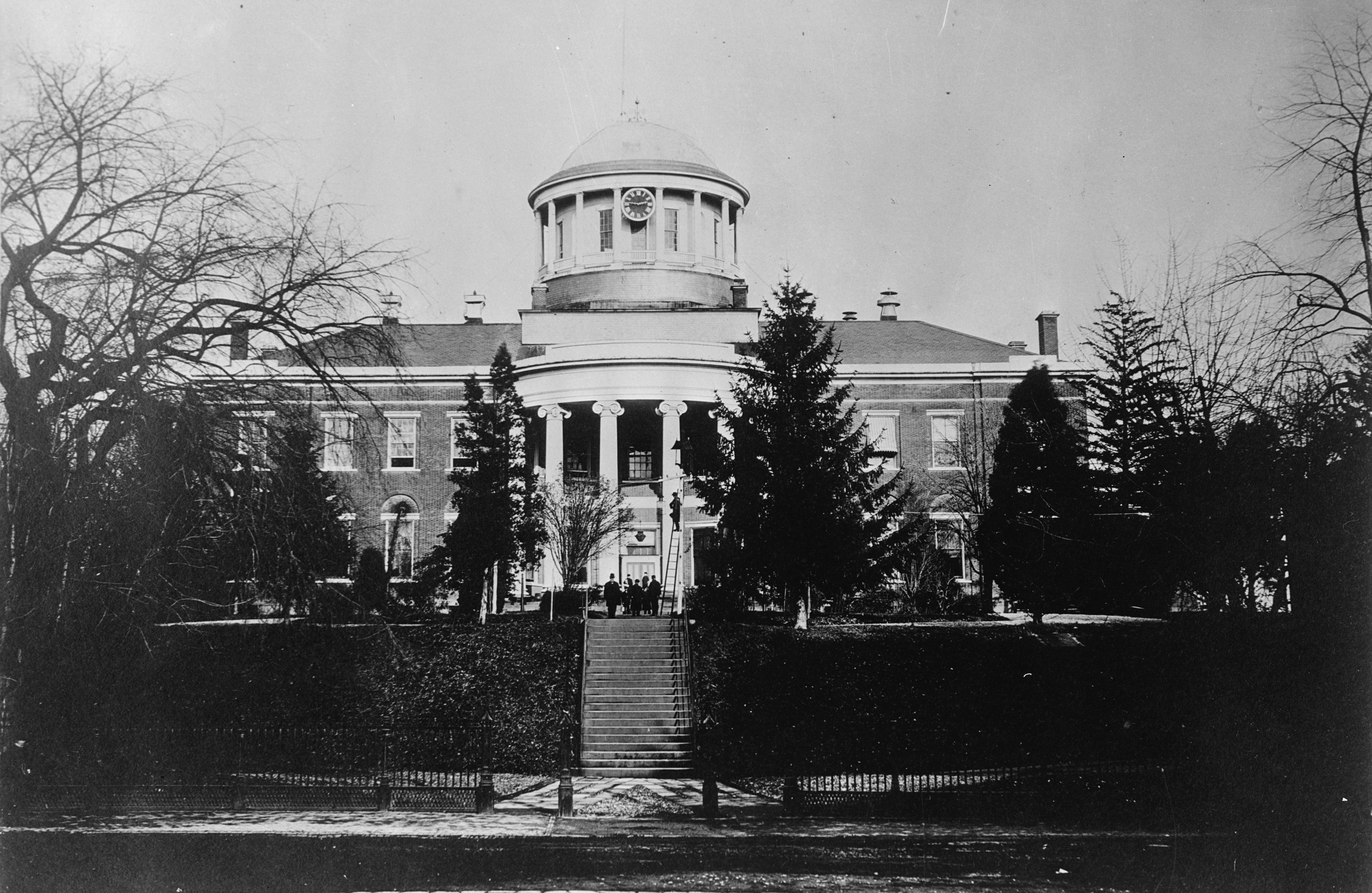
مبنى هيلز كابيتول (1822 – 1897)

مبنى الكابيتول بولاية بنسلفانيا هو مقر الحكومة لولاية بنسلفانيا الأمريكية الواقعة في وسط مدينة هاريسبرج والتي صممها المهندس المعماري جوزيف ميلر هوستون في عام 1902 وتم الانتهاء من البناء في عام 1906 مستخدمًا أسلوب الفنون الجميلة مع زخارف بطراز عصر النهضة المعماري في أرجاء المبنى. ويضم مبنى الكابيتول الغرف التشريعية للجمعية العامة لولاية بنسلفانيا، وهي تتكون من مجلس النواب ومجلس الشيوخ، وغرف هاريسبورغ للمحكمة العليا والمحكمة الأعلى في ولاية بنسلفانيا، وكذلك تضم مكاتب للمحافظ ونائب المحافظ . وهو أيضًا المبنى الرئيسي لمجمع مباني الكابيتول في ولاية بنسلفانيا.
كان مقر حكومة الولاية في الأصل في فيلادلفيا، ثم نُقل إلى لانكستر في عام 1799 وأخيراً نقل إلى هاريسبرج في عام 1812. يعد مبنى الكابيتول الحالي، المعروف باسم هيوستن كابيتول، ثالث مبنى كابيتول لولاية يُبنى في هايسبرج. كان الأول هيلز كابيتول الذي تدمر في عام 1897 بسبب حريق، والآخر كان كوب كابيتول الذي توقف إنشاءه بسبب انقطاع التمويل في عام 1899.
حضر الرئيس ثيودور روزفلت إهداء المبنى في عام 1906. وبعد اكتماله كان مشروع الكابيتول موضوع لفضيحة كسب غير مشروع، فتعدت تكلفة البناء والتأثيث اللاحق المبلغ الذي خصصته الجمعية العامة للتصميم والتشييد بثلاث مرات؛ وقد أدين المهندس المعماري جوزيف هيوستن وأربعة آخرين بالكسب غير المشروع بتهمة التلاعب بالأسعار.
غالبًا ما يُشار إلى مبنى الكابيتول بولاية بنسلفانيا على أنه «قصر فني» وذلك بسبب وجود العديد من المنحوتات والجداريات والنوافذ ذات الزجاج الملون فيه، ومعظمها ذات طابع بنسلفانيا أو صنعها سكان بنسلفانيا.  وقد أُدرج المبنى في السجل الوطني للأماكن التاريخية في عام 1977 وعين معلمًا تاريخيًا وطنيًا في عام 2006. وقد جرى توسيع حدود التعيين لتشمل مجمع الكابيتول في عام 2013 مع مبنى الكابيتول كممتلكات مساهمة.

## التاريخ
شكل وليام بن أول حكومة لمقاطعة بنسلفانيا آنذاك في 28 أكتوبر 1682، في تشيستر، بنسلفانيا.  فلم يكن للحكومة مكان اجتماع منتظم، وكانوا عادةً يجتمعون في دور اجتماعات كويكر أو في أحد المساكن الخاصة في فيلادلفيا. وبدأ إنشاء أول مبنى ولاية لبنسلفانيا، المعروف الآن باسم قاعة الاستقلال، في فيلادلفيا في عام 1732 واكتمل في عام 1753. مع كلًا من الجمعية العامة في بنسلفانيا والمؤتمر القاري الأول والثاني ومؤتمر الاتحاد، وشغل ثلاثة أسلاف من الكونغرس الولايات المتحدة الحديث قاعة الاستقلال من 1774 إلى 1789، نظر المجلس التشريعي للولاية في مقترحات لنقل مقر حكومة الولاية. وعرض جون هاريس الابن منح الولاية 4 أكر (2 ها) و 21 المجثمات المربعة (5717 قدم 2؛ 531 م 2) من الأرض القريبة من ضفاف نهر سسكويهانا في وسط ولاية بنسلفانيا، بشرط أن يتم استخدامها في النهاية كموقع للعاصمة. كما أنشأ هاريس مدينة في عام 1785 بالقرب من قطعة أرضه واسماها تكريما لوالده. في عام 1799، صوت المجلس التشريعي على نقل العاصمة إلى لانكستر بدلاً من هاريسبرج، بسبب كبر عدد سكان لانكستر. ومن 1799 إلى 1812، استقرت الهيئة التشريعية في لانكستر في قاعة المدينة القديمة.

### هيلز كابيتول
صوت المجلس التشريعي في عام 1810 لنقل العاصمة مرة أخرى، ونقل مقر الحكومة إلى هاريسبرج في أكتوبر من عام 1812 على الأرض ذاتها التي منحها هاريس قبل عقد من الزمن، واشترى السناتور الأمريكي ويليام ماكلاي  10 أكر (4 ها) إضافيًا.  واصبح المجلس التشريعي يجتمع في محكمة مقاطعة دوفين القديمة على مدار العقد التالي حتى تم إنشاء مبنى الكابيتول الجديد.  أقيمت مسابقة لتحديد تصميم مبنى الكابيتول ابتداءً من عام 1816، والتي كانت «أول مسابقة رسمية لتصميم مبنى حكومي أمريكي».  وتم رفض التصميمات المقدمة بما في ذلك واحدة من ويليام ستريكلاند، لكونها باهظة الثمن. ثم بدأت مسابقة أخرى في يناير من عام 1819. من بين السبعة عشر تصميم الذين قدموا، وتم اختيار اثنين منهم كمرشحين نصف نهائيًا. وكان أحدهما من ستيفن هيلز، المهندس المعماري في هاريسبرج، والآخر من مصمم نصب واشنطن، روبرت ميلز؛ وتم اختيار تصميم هيلز.  صمم هيلز مبنى الكابيتول ذي «الطوب الأحمر، على الطراز الفيدرالي» لكي «يمثل معماريًا وظيفة الحكومة الديمقراطية.»  بدأ بناء هيلز كابيتول في عام 1819 واكتمل في عام 1822. وقدرت تكلفة بناء الكابيتول والتأثيث اللاحق بـ 244500 دولار. وزار المشاهير هيلز كابيتول، بما في ذلك ماركيز دي لافاييت في عام 1825 وألبرت إدوارد، أمير ويلز (لاحقًا الملك إدوارد السابع) في عام 1860. وقام أبراهام لنكولن بزيارة مبنى الكابيتول في عام 1861 كرئيس منتخب، حيث رقدت جثته هناك بعد اغتياله في عام 1865. وتم نقل مجموعة بنسلفانيا لأعلام الحرب الأهلية، والتي جمعت في عام 1866، من ترسانة الولاية إلى الطابق الثاني من مبنى الكابيتول في عام 1872.  ونقلت الأعلام مرة أخرى في عام 1895 إلى المكتبة التنفيذية ومبنى المتحف.  وفي 2 من فبراير من عام 1897، حوالي وقت الظهيرة، تم اكتشاف دخان قادم من مكاتب نائب الحاكم. وبحلول بداية فترة المساء، تحول مبنى الكابيتول في هيلز إلى «كتلة حطام مشتعلة». 

### كوب كابيتول

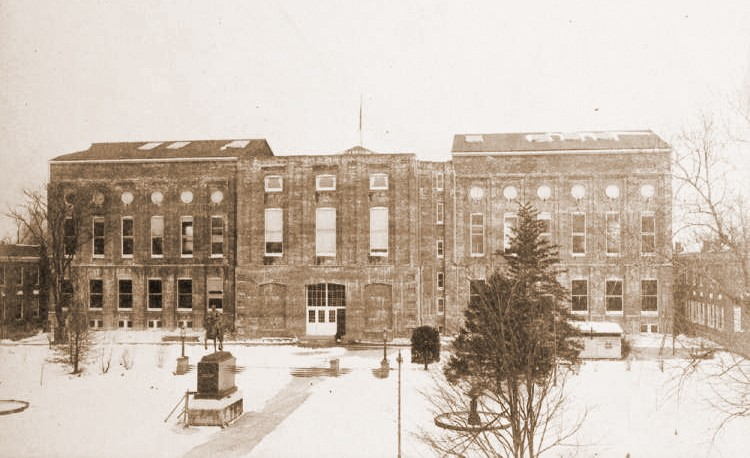
في كوب كابيتول (1899 – 1902)

وبعد تدمير هيلز كابيتول، انتقلت الهيئة التشريعية التي أصحبت «مشردة» إلى كنيسة ميثودية في الجوار.  وسرعان ما ظهرت مطالب بنقل العاصمة إلى بيتسبرغ أو فيلادلفيا. فقامت الهيئة التشريعية بتخصيص الأموال بسرعة لبناء عاصمة جديدة في هاريسبرج.  واختار الحاكم دانييل إتش هاستينغز سياسة الدفع أولاً بأول وذلك للتمكن من توزيع تكاليف البناء على ميزانيات سنوية متعددة. ورأى الحاكم هاستينغز أيضًا أن 550 ألف دولار كانت كافية لبناء «مبنى تشريعي صغير» والذي يمكن تكبيره حسب الحاجة بمرور الوقت. وبعدما قدم العديد من المهندسين المعماريين تصاميم المباني في مسابقة أخرى، تم اختيار هنري آيفز كوب في عام 1897 لتصميم مبنى الكابيتول الجديد. وبدأ بناء مبنى كوب كابيتول في 2 من مايو عام 1898. واجتمع المجلس التشريعي في المبنى المكتمل، الذي اعتبروه مكتملاً على الرغم من أنه كان «هيكلًا من الطوب البني غير مزخرف، ولا مكتمل، ومكون من عدة طوابق وبدا وكأنه يشبه المصنع»، في 3 من يناير عام 1899.  ووصف كوب نفسه المبنى بأنه ببساطة «قبيح» لكنه اعتقد أنه في النهاية سيكون قادرًا على إنهاءه عندما يتوفر المزيد من التمويل.  

### هيوستن كابيتول

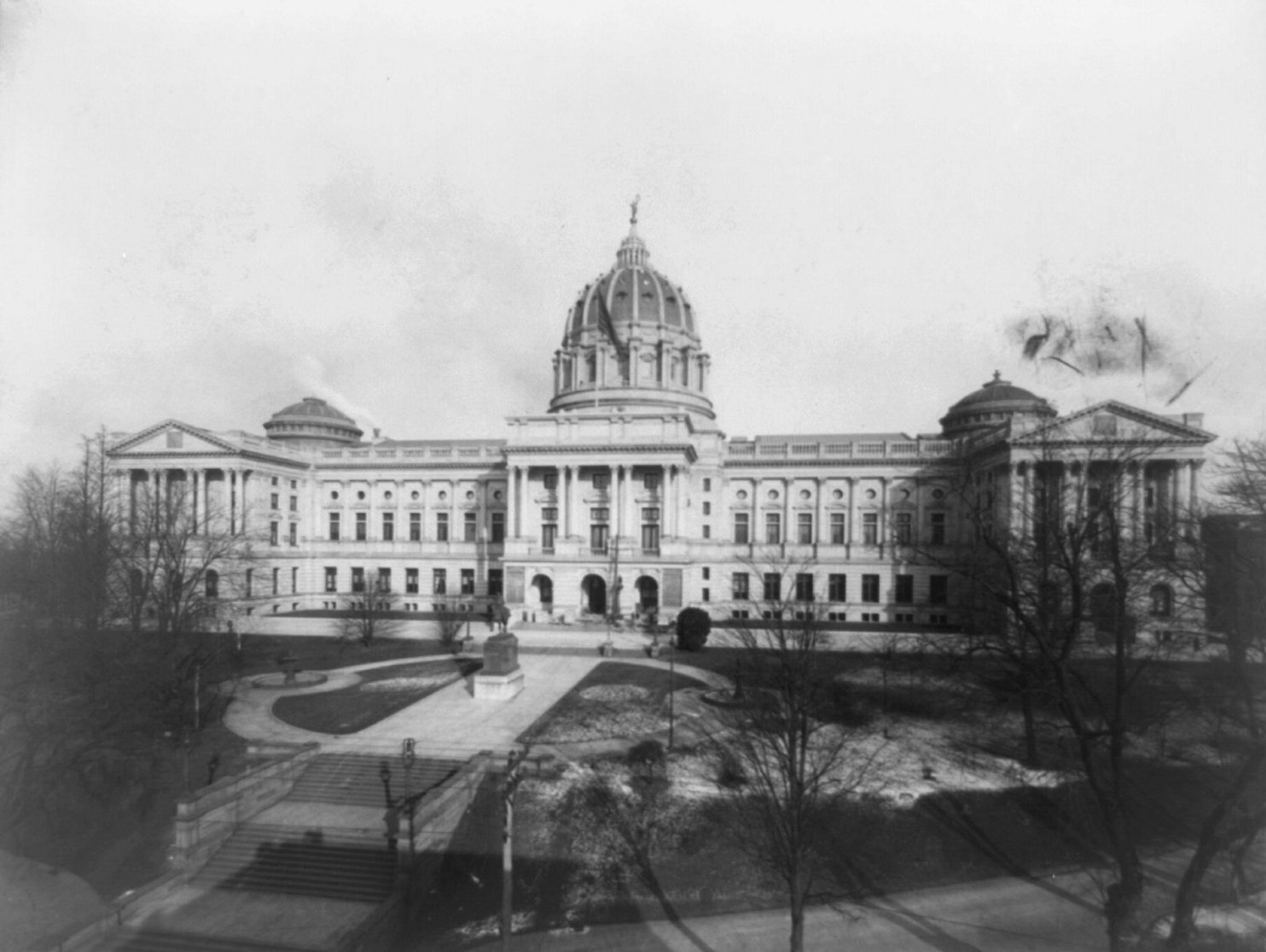
مبنى الكابيتول بعد وقت قصير من إهداءه، تصوير ويليام إتش راو

عين الحاكم وليام أ.ستون لجنة بناء الكابيتول الجديدة في عام 1901، ثم أقامت اللجنة مسابقة تصميم أخرى لمهندسي بنسلفانيا فقط، وهذا منع كوب المتواجدة في شيكاغو من تقديم تصميم أو إنهاء مبنى الكابيتول الخاص به.  كما قررت لجنة البناء على استخدام أجزاء من مبنى الكابيتول الحالي غير المكتمل لبناء مبنى الكابيتول الجديد. وقد خصصت الجمعية العامة 4 ملايين دولار لبناء الكابيتول، ولم تحدد المبلغ الإجمالي الذي سيتم استخدامه في تأثيث المبنى، وتسبب هذا في مشاكل بعد الانتهاء من بناء مبنى الكابيتول.  وعارض المعهد الأمريكي للمهندسين المعماريين المنافسة، مشيرةً إلى أن شروط المسابقة كانت "موضوعة فقط لكي تشجع التحيز والظلم" وأنها لم تلزم لجنة الكابيتول [المبنى] بأي شكل من الأشكال اختيار أفضل تصميم أو أفضل مهندس معماري ". كما نصح المعهد بعدم دخول أي من المهندسين المعماريين من ولاية بنسلفانيا في المنافسة؛ وبعد ذلك تم طرد مهندس معماري من فيلادلفيا وهو أديسون هوتون من المنظمة بعد تقديم طلب المشاركة. وتم اختيار تصميم جوزيف ميلر هوستون من بين تسعة مشاركات في المنافسة في يناير 1902.
بدأ العمل على مبنى هيوستن كابيتول في 2 نوفمبر 1902، ولكن لم يتم وضع حجر الأساس حتى 5 مايو 1904.  وتم تسليم ملكية الكابيتول إلى حكومة الولاية في 15 أغسطس 1906، وتم حل لجنة مبنى الكابيتول. 

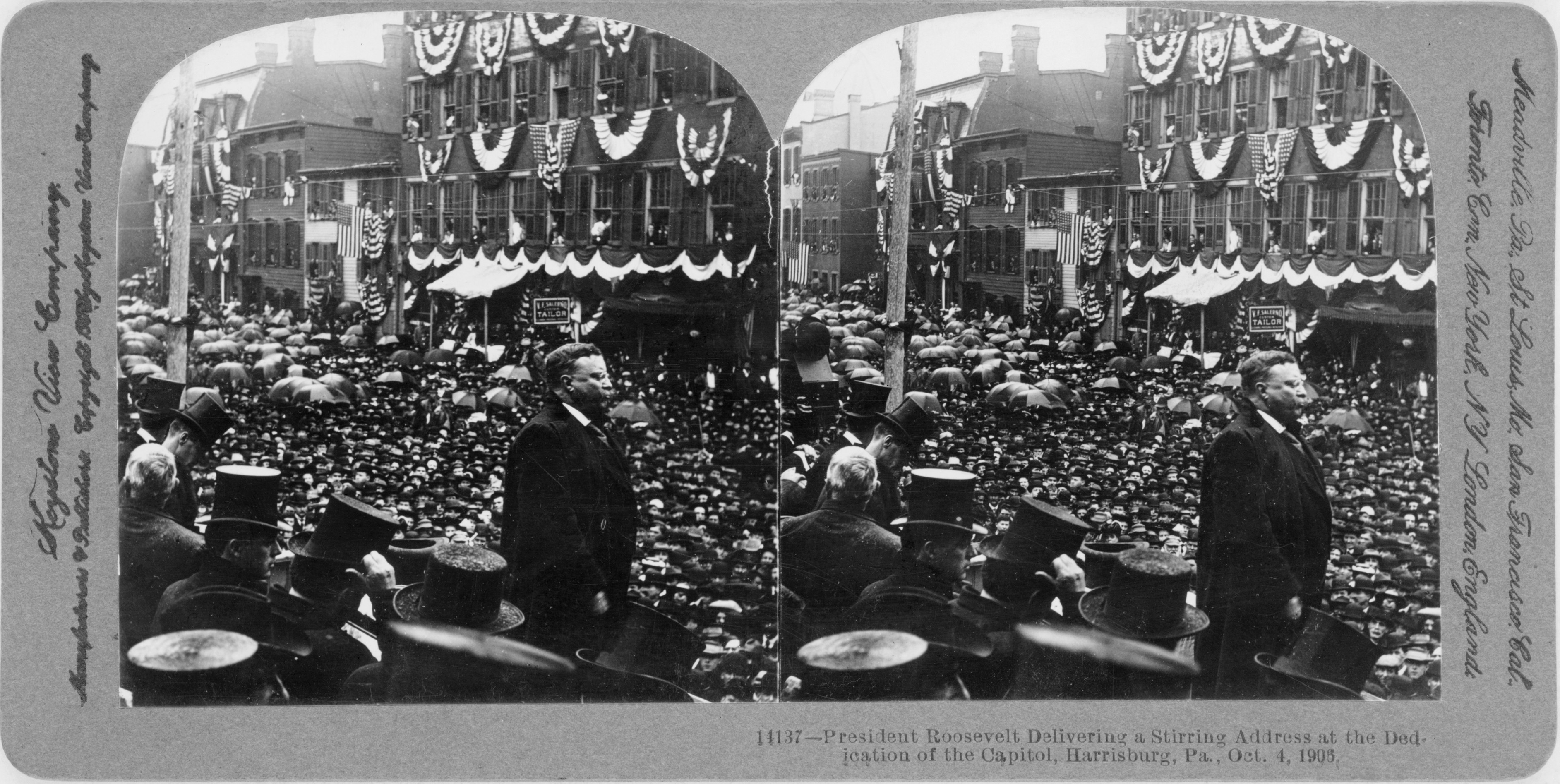
بطاقة استريو الخاصة بالرئيس روزفلت في حفل إهداء مبنى الكابيتول عام 1906

أهدى الحاكم صموئيل دبليو بينيباكر مبنى الكابيتول الجديد في 4 أكتوبر 1906. وقام الحاكم السابق ستون، الذي أصبح رئيسًا للجنة البناء بعد ترك منصبه، بإعطاء مفتاح مبنى الكابيتول للحاكم بينيباكر. وأعلن الرئيس ثيودور روزفلت، الذي وصل في وقت سابق من ذلك الصباح على متن قطار خاص لإلقاء خطاب والقيام بجولة في العاصمة الجديدة، أنه «أجمل مبنى رأيته في حياتي».  وقام كل من سكك بنسلفانيا الحديدية، وسكك الوسطى الشمالية الحديدية، وشركة ريدينغ للسكك الحديدية، وسكك وادي كمبرلاند الحديدية بتشغيل قطارات خاصة لاستيعاب الحشود المتنقلة من وإلى هاريسبورغ لحضور الإهداء. 
وعلى الرغم من اكتمال المبنى، إلا أن أغلب الأعمال الفنية في مبنى الكابيتول وبالقرب منه لن تكتمل لمدة عقدين آخرين. فلم يتم تثبيت اللوحات الجدارية في القاعة المستديرة حتى عام 1908 وتم إهداء المنحوتات الموجودة خارج مدخل مبنى الكابيتول في 4 أكتوبر 1911.  وتمت إزالة مجموعة أعلام الحرب الأهلية من المبنى التنفيذي والمكتبة والمتحف. وبعد موكب وحفل تم تثبيتها في صناديق عرض زجاجية في قاعة الكابيتول في 14 يونيو 1914. واكتملت زخرفة مبنى الكابيتول في 23 مايو 1927 عندما تم الكشف عن الجداريات في غرف المحكمة العليا.

#### فضيحة الكسب غير المشروع
انتخب ويليام هارفي بيري لمنصب أمين خزانة الدولة على إصلاحية «بطاقة الاندماج» في عام 1906 بعد فترة وجيزة من إهداء المبنى. كان بيري هو الديموقراطي الوحيد الذي تم انتخابه لمنصب على مستوى الولاية من عام 1895 إلى عام 1934. واعتبر الحاكم بينيباكر أن حملة بيري الناجحة كانت «إحدى تلك النزوات للأشخاص سيئي الحظ». وبدأ بيري التحقيق في تكاليف مشروع الكابيتول واستطاع لفت انتباه الشعب لتكلفته التي وصلت 13 مليون دولارًا. وكان جزء من سبب التناقض هو طريقة بنسلفانيا «المفرطة في التفصيل» وأحيانًا «المبهمة» في «طلب وشراء الإمدادات والمعدات والأثاث، والتي يطلق عليها عادةً ’قاعدة القدم’»  ونظرًا لأن طرق القياس بموجب «قاعدة القدم» لم يتم تطبيقها بشكل صارم، فقد يكون التأثيث مبالغًا في سعرها عمدًا من قبل المورد. وعلى سبيل المثال، تم تسعير سارية العلم المثبتة على سطح الكابيتول بسعر 850 دولارًا؛ وقدر بيري قيمة العمود بـ 150 دولارًا فقط. وتضمنت المصروفات الأخرى 1619 دولارًا مقابل 125 دولارًا لماسح الأحذية و3257 دولارًا لقضية «الماهوجني الذي كان يستحق 325 دولارًا في صالون الحلاقة بمجلس الشيوخ.»